# Universidad Tecnológica de Tlaxcala
La Universidad Tecnológica de Tlaxcala es una institución pública de educación superior localizada en Huamantla, Tlaxcala, México.
Imparte 8 carreras a nivel técnico superior universitario (T.S.U.) y 6 carreras a nivel ingeniería.

## Oferta Educativa

### Carreras a nivel Técnico Superior Universitario
- Procesos industriales área plásticos

- Procesos industriales área automotriz

- Procesos industriales área manufactura

- Mecatrónica área automatización

- Mantenimiento área industrial

- Diseño y moda industrial área producción

- Tecnologías de la información y la comunicación área en entornos virtuales y negocios digitales

- Tecnologías de la información y la comunicación área en gestión de software multiplataforma

- Tecnologías de la información y la comunicación área en desarrollo de redes digitales

- Desarrollo de negocios área mercadotecnia

### Carreras a nivel Ingeniería y Licenciatura
- Procesos y operaciones industriales

- Tecnotrónica

- Mantenimiento industrial

- Diseño textil y moda

- Tecnologías de la información

- Gestión del Capital Humano

- Negocios y Gestión Empresarial'